# Ţūlāb
Ţūlāb (persiska: طولاب, طول آب) är en ort i Iran.   Den ligger i provinsen Ilam, i den västra delen av landet, 500 km sydväst om huvudstaden Teheran. Ţūlāb ligger 1 631 meter över havet och antalet invånare är 359.
Terrängen runt Ţūlāb är kuperad åt sydväst, men åt nordost är den bergig. Runt Ţūlāb är det ganska glesbefolkat, med 39 invånare per kvadratkilometer. Närmaste större samhälle är Īlām, 17,6 km nordväst om Ţūlāb. Omgivningarna runt Ţūlāb är i huvudsak ett öppet busklandskap.